# 299 (szám)
A 299 (római számmal: CCXCIX) egy természetes szám, félprím, a 13 és a 23 szorzata.

## A szám a matematikában
A tízes számrendszerbeli 299-es a kettes számrendszerben 100101011, a nyolcas számrendszerben 453, a tizenhatos számrendszerben 12B alakban írható fel.
A 299 páratlan szám, összetett szám, azon belül félprím, kanonikus alakban a 131 · 231 szorzattal, normálalakban a 2,99 · 102 szorzattal írható fel. Négy osztója van a természetes számok halmazán, ezek növekvő sorrendben: 1, 13, 23 és 299.
A 299 négyzete 89 401, köbe 26 730 899, négyzetgyöke 17,29162, köbgyöke 6,68688, reciproka 0,0033445. A 299 egység sugarú kör kerülete 1878,67241 egység, területe 280 861,52482 területegység; a 299 egység sugarú gömb térfogata 111 970 127,9 térfogategység.